# Шурдо
Шурдо (груз. შურდო) — село в Грузии, на территории Ахалцихского муниципалитета края (мхаре) Самцхе-Джавахети.

## География
Село находится в южной части Грузии, к востоку от реки Цверукнис-Геле (левый приток Куры), на расстоянии приблизительно 6 километров (по прямой) к северо-востоку от города Ахалцихе, административного центра муниципалитета. Абсолютная высота — 1210 метров над уровнем моря.

## Население
По результатам официальной переписи населения 2014 года, постоянное население в Шурдо отсутствовало.
| Год  | Население, человек |
| ---- | ------------------ |
| 2002 | 0                  |
| 2014 | 0                  |